# ماغي فيرغسون
ماغي فيرغسون (بالإنجليزية: Maggie Ferguson)‏ هي موسيقية أسترالية، ولدت في 1952.

## وصلات خارجية
- الموقع الرسمي